# Universidad Laboral de Huesca
La Universidad Laboral de Huesca es un edificio ubicado en el municipio español de Huesca, en Aragón. Fundada en 1967 y fruto de un proyecto de José López Zanón y Luis Laorga, fue una de las antiguas universidades laborales del país.

## Historia
La antigua Universidad Laboral de Huesca, obra de los arquitectos Luis Laorga y José López Zanón, fue inaugurada en 1967 y supuso un ambicioso proyecto docente dirigido a alumnos de toda la provincia. Situado en una amplia parcela a unos cuatro kilómetros al sur de la ciudad de Huesca, el edificio se proyectó según modernos criterios de organización espacial.
El edificio presenta un esquema modulado formado por tres cuerpos bien diferenciados. En primer lugar, el cuerpo principal que contiene el programa docente cuyo esquema reticular alterna los espacios construidos con los vacíos de los patios y se desarrolla en una extensa planta baja. En segundo lugar, el volumen piramidal que preside el acceso y contiene el salón de actos. Dicha pirámide se convierte en un hito visual perceptible desde la lejanía y en el principal contrapunto de la horizontalidad del edificio. Finalmente, y cerrando la estructura de trama por el oeste, el bloque lineal de cuatro alturas que ocupa la residencia de internos.
El conjunto se proyecta como un edificio cerrado en sí mismo, dando lugar a fachadas muy ciegas y abriéndose tan sólo en el pórtico de acceso. El hermetismo exterior contrasta con un interior fluido y luminoso. El programa se distribuye en planta de forma agrupada, siguiendo las premisas de funcionalidad y flexibilidad. La construcción del edificio se basa en modernos criterios de prefabricación e industrialización y la estandarización de los elementos constructivos permite una notable economía en costo y plazo de ejecución. Se trata de un edificio funcional y luminoso, pionero en Huesca en adoptar los criterios actualizados de una arquitectura docente alejada de los parámetros clásicos.
El 21 de febrero de 2008 alcanzó el estatus de Bien Catalogado del Patrimonio Cultural Aragonés, mediante una orden publicada el 7 de abril de ese mismo año en el Boletín Oficial de Aragón.